# Neckargerach
Neckargerach est une commune de Bade-Wurtemberg (Allemagne), située dans l'arrondissement de Neckar-Odenwald, dans l'aire urbaine Rhin-Neckar, dans le district de Karlsruhe.

## Histoire
Neckargerach abritait un camp de concentration nazi, dépendant du camp de Struthof.
Il faisait partie de l'ensemble appelé « camp du Neckar », situé en Bade-Wurtemberg, qui comprenait les camps et lieux annexes de:
- KL Neckarelz
- Bad Rappenau
- Neckarelz II
- (Neckarzimmern)
- Neckargartach (de)
- Obrigheim
- Binau (commandant)
- Neunkirchen